# Коле деле Апи (Кампобасо)
Коле деле Апи је насеље у Италији у округу Кампобасо, региону Молизе.
Према процени из 2011. у насељу је живело 455 становника. Насеље се налази на надморској висини од 766 м.